# Apocryptophagus fuscus
Apocryptophagus fuscus är en stekelart som först beskrevs av Girault 1913.  Apocryptophagus fuscus ingår i släktet Apocryptophagus och familjen fikonsteklar. Inga underarter finns listade i Catalogue of Life.